# Faustino Oro
Faustino Oro (Buenos Aires, 14 de outubro de 2013) é um enxadrista argentino radicado na Espanha, conhecido como "Messi do xadrez". Ele detém o recorde de Mestre FIDE (MF) e Mestre Internacional (MI) mais jovem da história.

## Carreira
Faustino Oro começou a jogar xadrez durante a pandemia de COVID-19. Inicialmente, ele jogava por conta própria, passando depois para as mãos de diversos professores.
Ele liderou o ranking mundial de xadrez nas categorias sub-8, sub-10, sub-11 e sub-12 por uma ampla margem. Em abril de 2023, ele se tornou o mais jovem Mestre FIDE da história.
Em setembro de 2023, aos nove anos de idade, Oro se tornou o mais jovem a obter uma norma de Mestre internacional após terminar como vice-campeão no torneio ITT Copa Ciudad de Comodoro Rivadavia. Aos 10 anos de idade, alcançou a sua segunda norma de Mestre Internacional.
Em março de 2024, ele derrotou Magnus Carlsen e Hikaru Nakamura, números um e três do mundo, respectivamente. Ambos os feitos alcançados em jogos no ritmo bullet durante o torneio Bullet Brawl 2024. Nesse torneio, Faustino enfrentou diversos enxadristas da elite mundial, ficando em décimo quarto lugar na edição de 9 de março e em décimo terceiro na edição de 16 de março.
Obteve sua última norma de MI e ultrapassou 2400 de rating em junho de 2024, tornando-se o Mestre Internacional mais jovem da história, com 10 anos, 8 meses e 16 dias, quebrando o recorde de Abhimanyu Mishra.